# Бабич, Марко (солдат)
Марко Бабич (хорв. Marko Babić; 16 февраля 1965, Вуковар — 5 июля 2007, там же) — полковник вооружённых сил Хорватии, командир 3-го батальона 204-й Вуковарской бригады во время войны в Хорватии. Известен по участию в битве за Вуковар и обороне Трпиньского шоссе.

## Биография
Родился 16 февраля 1965 года в Вуковаре (СР Хорватия). Несколько лет провёл на временной работе в Швейцарии. В апреле 1991 года вернулся в Вуковар, вступил в Национальную гвардию Хорватии и принял участие в обороне Вуковара. Родители Марко Бабича были похищены неизвестными 14 сентября, вывезены в село Бобота и убиты там.
Бабич был заместителем командира 3-го батальона 204-й Вуковарской бригады (командиром батальона был генерал-майор Благо Задро). В зону ответственности батальона входило Трпиньское шоссе, один из самых коротких и удобных маршрутов для продвижения войск. Туда Югославская народная армия направила свою 51-ю механизированную бригаду, и с 14 по 20 сентября Вуковар отражал наступление югославских танковых и пехотных частей.
По официальным данным властей Хорватии, Марко Бабич подбили на Трпиньском шоссе 14 танков. Бабичу подчинялись два противотанковых взвода: «Жёлтые муравьи» (хорв. Žuti mravi) и «Пустынные крысы» (хорв. Pustinjski štakori), причём весь личный состав «Жёлтых муравьёв» был уничтожен. После гибели Благо Задро командование батальоном принял лично Бабич. Наиболее серьёзную атаку отряд Бабича выдержал 18 сентября, когда вступил в бой против батальона 51-й механизированной бригады ЮНА численностью 30 танков и 30 БТР. Хорватский гарнизон отбил атаку, разгромив батальон: место боя стало известно как «кладбище танков».
В 1997 году Бабич уволился из вооружённых сил Хорватии. Вместе с режиссёром Эдуардом Галичем и продюсером Домиником Галичем он стал соавтором 10-серийного документального фильма «Герои Вуковара» 2005 года, 2-я серия которого была посвящена Марко Бабичу и его бойцам.
5 июля 2007 года Бабич был госпитализирован после сердечного приступа в больницу Вуковара и там скончался. Он был похоронен на вуковарском мемориальном кладбище защитников Хорватии 9 июля. В 2012 году по инициативе Младена Павковича организация UBIUDR Podravka наградила посмертно Марко Бабича званием «Герой хорватской Отечественной войны», награду получили члены семьи Бабича в Вуковаре.